# Главы грузинских царских домов после 1801 года
К 1800 году в Закавказье существовало два грузинских царства — Картли-Кахетинское (обычно называемое в России Грузинским) в Восточной Грузии и Имеретинское в Западной Грузии. В 1801 году, нарушив Георгиевский трактат, указом Павла I от 18 января (подтверждено указом Александра I от 12 сентября того же года) Российская империя аннексировала Восточную Грузию (Картли-Кахетинское царство), хотя пунктом 2 артикула 6 Георгиевского трактата Россия обязывалась «Светлейшего царя Ираклия Теймуразовича и его дому наследников и потомков сохранять безпеременно на царстве Карталинском и Кахетинском». В 1810 году в нарушение Элазнаурского трактата 1804 года была аннексирована и Западная Грузия (Имеретинское царство). Правившие в этих царствах различные ветви Дома Багратионов оказались лишёнными своих престолов, хотя формального отречения от прав на них никогда не было.

## Цари Грузинские из Дома Романовых
Несмотря на аннексию двух грузинских царств в самом начале XIX века, только Император Александр III первым из российских императоров включает в свой полный титул титул Царя Грузинского (1881—1894). Этот же титул носил и его преемник Николай II (1894—1917). До этого Павел I, Александр I, Николай I и Александр II носили титул «государь Иверския земли, Карталинских и Грузинских царей», включённый в титулатуру российских государей задолго до 1800 года (см. Государев титул).

## Главы Царского Дома Грузии из Дома Багратионов

Герб династии Багратиони

В настоящее время в Грузии представители двух ветвей Дома Багратионов претендуют на главенство:
- Кахетинские Багратионы — потомки последнего царя (Восточной) Грузии Георгия XII Ираклиевича (11 января 1798 — 28 декабря 1800), носившие в Российской империи титул светлейших князей Грузинских с предикатом «светлость» [3], и
- Мухранские Багратионы — потомки царя Константина II Картлийского, правившего в 1469—1505 годы, владевшие Мухранским уделом:
  - в начале потомки царя Вахтанга VI Леоновича (правившего в Картли с перерывами в 1703—1724 годах), носившие в Российской империи титул князей Грузинских (без предиката «светлость»),
  - а затем младшая линия той же ветви, носившая в Российской империи титул князей Багратион-Мухранских (без предиката «светлость»).

### Главы Царского Дома Грузии (Картли-Кахети) — Кахетинские Багратионы

Русский герб Светлейших Князей Грузинских

1. 28 декабря 1800 — 13 мая 1819: Давид (XII) Георгиевич[4], сын последнего царя Георгия XII
2. 13 мая 1819 — 15 февраля 1830: Иоанн (I) Георгиевич, его брат
3. 15 февраля 1830 — 21 сентября 1830: Григорий (I) Иоаннович, его сын
4. 21 сентября 1830 — 15 сентября 1880: Иоанн (II) Григорьевич, его сын
5. 15 сентября 1880 — 24 сентября 1888: Давид (XIII) Багратович, его двоюродный дядя
6. 24 сентября 1888 — 3 февраля 1922: Пётр (I) Александрович, его племянник
7. 3 февраля 1922 — 19 декабря 1939: Константин (III) Петрович, его сын
8. 19 декабря 1939 — 13 августа 1984: Пётр (II) Петрович, его брат
9. 13 августа 1984 — 1 марта 2025: Нугзар (I) Петрович, его сын
10. с 1 марта 2025: Анна Нугзаровна, его Дочь

Нугзар Петрович не имел мужского потомства. Его вероятным наследником с точки зрения салического закона являлся до своей смерти 17 июля 2018 года его четвероюродный брат бездетный светлейший князь Евгений Петрович Багратион-Грузинский, сын умершего в 2006 году  светлейшего князя Петра Петровича Багратион-Грузинского. Однако сам Нугзар Петрович рассматривал в качестве своей наследницы свою старшую дочь светлейшую княжну Анну Нугзаровну Багратион-Грузинскую .
По династическому праву в Грузии, с момента смерти последнего монарха по мужскому колену из царствующей ветви, царское право переходит следующей ветви исходящей от последнего царя Грузии, Георгия VIII, к ветви Багратион-Давитишвили. В престолонаследии Грузии лишь Кахетинский Царский Дом династии Багратионов является легитимным претендентом на престол. Причина в том, что последним царем объединенной Грузии был Георгий VIII (1446—1466), после которого страна была разделена на несколько частей. Только прямые потомки этого царя (Багратион-Грузинские, Багратион-Давитишвили, Багратион-Бабадишвили) имеют право претендовать на трон объединенной Грузии, но не имеретинская, ни картлийские линии, которые не связаны с Георгием VIII. 

#### Главенство в Кахетинском Доме по закону 1791 года
Однако не следует упускать из вида, что в Картли-Кахети в 1791 году был принят закон, согласно которому царская власть переходила от брата к брату. По мнению историков, этот закон был принят Ираклием II под влиянием его третьей жены царицы Дареджан, стремившийся обеспечить престол за одним из своих сыновей. После смерти Ираклия II грузинское общество разделилось — одни поддерживали в качестве наследника сына Георгия XII Давида, другие — брата Георгия XII Юлона. Георгий XII стремился закрепить престол за своим потомством — Павел I удовлетворил просьбу Георгия XII и утвердил 18 апреля 1799 года наследником престола царевича Давида, что вызвало возмущение братьев Георгия XII. С точки зрения закона 1791 года главенство в доме после смерти Георгия XII было следующим:
1. 28 декабря 1800 — 23 августа 1816: Юлон Ираклиевич, брат Георгия XII
2. 23 августа 1816 — 2 декабря 1827: Теймураз Ираклиевич, его брат (католикос Антоний II)
3. 2 декабря 1827 — 15 октября 1834: Мириан Ираклиевич, его брат
4. 15 октября 1834—1844: Александр Ираклиевич, его брат
5. 1844 — 30 марта 1852: Фарнаоз Ираклиевич, его брат — последний из сыновей Ираклия II.

### Главы Царского Дома Грузии — Мухранские Багратионы
В 1724 году грузинский царь Вахтанг VI из Мухранской ветви Багратионов был вынужден переселиться в Россию. Главенство в этой линии, получившей в Российской империи титул князей Грузинских (без предиката «светлость»), было с 1724 г. следующим:
1. 1724 — 26 июля 1737: Вахтанг VI Леонович;
2. 26 июля 1737 — 1 февраля 1750: Бакар (I(III)) Вахтангович[9], его сын;
3. 1 февраля 1750 — 1791: Александр (III) Бакарович, его сын;
4. 1791 — 15 мая 1852: Георгий (XII) Александрович, его сын;
5. 15 мая 1852 — 26 февраля 1861: Николай (I) Яковлевич, его двоюродный племянник;
6. 26 февраля 1862 — 3 июля 1898: Иван (I) Николаевич, его сын.

После его смерти русский род князей Грузинских пресёкся, и династическая ситуация в этой линии стала не вполне ясной. С одной стороны, главенство должно было перейти к шестиюродному брату Ивана Николаевича князю Александру Петровичу Багратиону, который являлся прямым потомком Александра — сына Иессе I, царя Картли и брата Вахтанга VI:
- 3 июля 1898—1920 (или 1919?): Александр (IV) Петрович.

Однако родоначальник русских князей Багратионов Александр был незаконным сыном царя Иессе I, и поэтому сторонники князей Багратион-Мухранских (другой ветви Мухранских Багратионов) утверждают, что главенство в Доме Багратионов перешло к главе рода Багратион-Мухранских (Мухранбатони) — Константину (V) Ивановичу — уже в 1898 году:
1. 3 июля 1898 — 12 мая 1903: Константин (III) Иванович;
2. 12 мая 1903 — 30 октября 1918: Александр (IV) Ираклиевич[12], его двоюродный брат;
3. 30 октября 1918 — 29 сентября 1957: Георгий (XIII) Александрович[13], его сын;
4. 29 сентября 1957 — 30 ноября 1977: Ираклий (III) Георгиевич, его сын;
5. 30 ноября 1957 — 16 января 2008: Георгий (XIV) Ираклиевич[14], его сын
6. с 16 января 2008: Давид (XIII) Георгиевич, его сын[15].

Очевидным наследником Давида Георгиевича является его единственный сын Георгий Давидович (род. 27 сентября 2011), а его субституционным наследником — его младший брат Гурам-Уго Георгиевич (род. 14 февраля 1985)

### Вопрос о династическом главенстве
- С точки зрения агнатической или патрилинейной примогенитуры (салического порядка наследования), Мухранская ветвь действительно является с 1653 или с 17 ноября 1658 года старшей ветвью Дома Багратионов, так как происходит напрямую от старшего сына царя Александра I Картлийского царя Деметре, тогда как Кахетинские Багратионы — от Георгия VIII (II) царя Кахетинского, младшего брата Деметре (Имеретинские Багратионы являлись ещё более младшей ветвью Багратионов — их предок был младшим братом царя Александра I Картлийского).
- Что касается главенства именно картли-кахетинских царей, оно основывается на заключённом в 1790 году «Трактате царей и князей иверийских», который подписали Ираклий II Картли-Кахетинский, Соломон II Имеретинский и владетели Мегрелии и Гурии. Подписавшие признавали преимущество Ираклия II, хотя и не присоединялись к Георгиевскому трактату 1783 года[8].

## Главы Царского Дома Имеретии — Имеретинские Багратионы
Аннексировав Имеретию, Императоры Всероссийские, между тем, никогда не принимали титула царей Имеретинских. В собственно Имеретинском Доме Багратионов династическая ситуация представляется весьма запутанной, так как в XVIII веке наследование престола в Имеретии шло не по прямой мужской линии — старший сын царя Александра V (1720—1752) царь Соломон I (1752—1784) назначил своим преемником не своего внука царевича Георгия Александровича (ум. 1807), брак отца которого не был признан церковью, и не своего среднего брата царевича Баграта V (ум. 1800), а сына своего младшего брата царевича Арчила (ум. 1775) Давида, воцарившегося как Соломон II. Права Соломона II оспаривал его двоюродный дядя Давид II (1782—1792) — племянник Александра V. Соломон II, последний реально правивший царь Имеретии, умер 7 февраля 1815 года в изгнании в Турции, не оставив потомства.

### Главы Царского Дома Имеретии (по линии Давида II и Соломона II)
Не имея потомства, Соломон II признал своим наследником своего троюродного брата Константина, сына и наследника (с 11 января 1795) царя Давида II. В России потомки Константина Давидовича носили титул светлейших князей Имеретинских (с 20 июня 1865 года):
1. 7 февраля 1815 — 3 мая 1844: Константин (I) Давидович
2. 3 мая 1844 — 15 декабря 1885: Константин (II) Константинович, его сын
3. 15 декабря 1885—1888: Михаил Константинович, его сын,
4. 1888 — 26 марта 1932: Георгий (X) Михайлович, его сын,
5. 26 марта 1932 — 24 марта 1972: Георгий (XI) Георгиевич, его сын,
6. 24 марта 1972 — 20 ноября 1978: Константин (III) Георгиевич, его брат и последний мужской представитель этой ветви.

Главой этой ветви с 20 ноября 1978 является Тамара Михайловна, его племянница.

### Главы Царского Дома Имерети (по линии Соломона I)
Династически старшая линия Имеретинских Багратиони с 1784 года. В России её представители носили титул светлейших князей Багратион-Имеретинских (с 20 июня 1865 года).
1. 23 апреля 1784 / 7 февраля 1815 — 5 февраля 1862: Александр (VI) Георгиевич, правнук Соломона I и внук двоюродного брата Соломона II
2. 5 февраля 1862 — 17 ноября 1880: Александр (VII) Дмитриевич, его племянник
3. 17 ноября 1880 — после 1901(1943?): Александр (VIII) Александрович, его сын

и далее к потомству Баграта — среднего сына Александра V — в лице Давида Александровича (см. ниже).

### Главы Царского Дома Имерети (по линии Баграта V)
Династически вторая линия Имеретинских Багратиони с 1784 года. В России её представители носили титул светлейших князей Багратион (с 20 июня 1865 года).
1. 23 апреля 1784 — 1800: Баграт VI
2. 1804 / 7 февраля 1815 — 1 сентября 1820: Давид (III) Багратович, его сын, двоюродный брат Соломона II
3. 1 сентября 1820 — 9 мая 1869: Иван (I) Давидович, его сын
4. 9 мая 1869 — 7 февраля 1895: Александр (VI) Иванович, его сын
5. 7 февраля 1895 — 30 сентября 1937: Давид (IV) Александрович, его сын и последний мужской представитель этой ветви (расстрелян ).

Главой этой ветви 30 сентября 1937 — март 2008: являлась Нино Давидовна (1915-2009), его дочь.
Так как в Имеретии допускалось наследование по незаконной линии, то теоретически, главенство, уже после смерти Давида Александровича, могло отойти к С(в)имону Ростомовичу Багратиони, происходившему из рода, признанного в 1850 году в Российской Империи только в дворянском достоинстве, праправнуку С(в)имона Багратовича, побочного брата вышеуказанного Давида Багратовича. После пресечения в 1978 году в мужском поколении всех прочих ветвей Имеретинских Багратиони, данная ветвь становится единственной мужской в этом доме:
1. 30 сентября 1937 — 1951: Свимон Ростомович
2. 1951 / 20 ноября 1978 — 2013: Ираклий Григолович, его племянник,
3. 2013 — 2017: Давид (V) Ираклиевич (р. 1948), его сын (уступил главенство своему сыну),
4. c 2017: Ираклий Давидович (р. 1982), его сын.

## Династический статус Багратионов в Российской империи
«Следует отметить, что в отличие от некоторых современных исследователей, распространяющих понятие Грузинского царского дома на всю династию Багратидов, российское законодательство признавало членами Грузинского и Имеретинского царских домов значительно более узкий круг лиц, а именно потомков последних Грузинских (Картли-Кахетинских) и Имеретинских царей» — в частности, Ираклия II и Георгия XII (Грузия) и Давида II, Александра V и Соломона I (Имеретия). Первоначально, в российском законодательстве появилось понятие членов царского Грузинского и Имеретинского царского домов (1-я четверть XIX века), однако уже с 1836 года вводится понятие членов бывших царских домов Грузии и Имеретии. Наконец во 2-й половине XIX века исчезает и это понятие, и члены бывших царских домов (названы в законе «потомками последних царей Грузии и Имеретии») получают 20 июня 1865 года титулы светлейших князей (Грузинских, Имеретинских, Багратион-Имеретинских и Багратион).
По мнению Станислава Владимировича Думина, российское «правительство полагало, что формальное сохранение династического статуса за потомками грузинских царей может создать угрозу реставрации. Превращая их в князей Российской империи… петербургские администраторы полагали тем самым, уравняв принцев царской крови с прочими грузинскими аристократическими родами, ослабить авторитет прежних династий и укрепить власть российского Императора во вновь приобретённых землях».

## Претенденты на престол Грузии после 1801 года

### Попытки реставрации независимой монархии в Грузии в XIX веке[8]
- В июле 1802 года в Кахети против русских выступили местные князья, а также царевичи Вахтанг Ираклиевич и Теймураз Георгиевич. Собравшиеся в Кизики князья поклялись в верности царевичу Юлону Ираклиевичу как царю Грузии, а также обратились к российскому императору с петицией с требованием восстановления условий Георгиевского трактата и утверждения царём Картли-Кахети царевича Юлона. Русские власти арестовали мятежных князей.
- Весной 1804 года вспыхнуло восстание в горной Картли. Восставшие ставили своей целью восстановление царской династии Багратионов и призвали укрывшихся в Имерети царевичей Юлона и Фарнаваза Ираклиевичей. Недалеко от Сурами русский отряд напал на царевичей — Юлон был пленён, а Фарнаваз бежал в Иран, а оттуда вернулся в Кахети. В конце 1804 года русские пленили Фарнаваза.
- В январе 1812 года в Кахети вспыхнуло антироссийское восстание; вооставшие захватили столицу Кахети Телави и требовали «восстановления независимости Картли-Кахети во главе с династией Багратионов. На царский трон восставшие призвали царевича Григола Иоанновича». Некоторые современные исследователи называют его даже последним царём Грузии Григорием I, царствовавшим в Восточной Грузии с 20 февраля до 6 марта 1812 года, хотя официальная историография периода Российской империи и СССР считала Григория не царём, а претендентом на престол. Царская власть Григория I распространялась почти по всей территории Кахетии и на северо-восточной части Картли (Арагвское ущелье). В Кахетии русские гарнизоны оставались лишь в Телави и Карагаджи. 5 марта 1812 года восставшие были разгромлены русскими регулярными войсками. После поражения восстания царь Григорий I вместе со своими соратниками укрылся в Дагестане, в доме старосты Анцухской общины. Русскому генералу Паулуччи удалось обманным путём схватить Григория I с помощью сахлтухуцеса (управителя) домена отца Григория. В своём рапорте от 11 марта 1812 года генерал Паулуччи писал: «Царевич Григорий, сын царевича Иоанна, в Москве пребывающего, провозглашённый кахетинскими мятежниками царём Грузии и издавший от имени своего возмутительные прокламации, также коего имя в церквах бунтовщиками поминаемо было как царя Грузии и который, собрав мятежную толпу, дрался против войск В. И. В., но был мною разбит, бежал было в Дагестан, к анцухским лезгинам, но средствами, мною изысканными… находится теперь в моих руках. Сей царевич, к коему столь охотно прилепились кахетинские бунтовщики… важнее… и вреднее для Грузии, потому что немалая часть легковерных грузин признают его имеющим законное право на Грузию, основываясь на том, что прежде бывший настоящий наследник Грузии царевич Давид — бездетен, что потому сей Григорий, как сын первого по нём брата, царевича Иоанна, находящегося в отсутствии, должен быть наследником Грузии. Итак, для спокойствия сего края, я не умедлю сего царевича за надлежащим присмотром препроводить в Россию чрез несколько дней»[22].
- В сентябре 1812 года из Ирана вернулся ранее бежавший туда царевич Александр Ираклиевич. Он укрепился в Тианети и призвал народ к восстанию против русских. Однако в ноябре 1812 года он потерпел поражение. Восстание было жестоко подавлено в начале лета 1813 года; Александру удалось бежать в Дагестан.
- В 1812, а затем в 1817 годах Давид XII представлял императору Александру I проекты восстановления Картли-Кахетинского царства с династией Багратионов во главе. Его предложения были отвергнуты.
- В 1819 году восстание охватило Имеретию. Восставшие намеревались восстановить Имеретинское царство и провозгласили царём внука Соломона I Иванэ Абашидзе. В 1820 году русским удалось подавить восстание, а Иванэ Абашидзе бежал в Турцию.
- В 1832 года был раскрыт широкоразветвлённый заговор грузинского дворянства, ставивший своей целью восстановления независимости Грузии и превращения её в конституционную монархию. Заговорщики намеревались посадить на царский трон царевича Александра Ираклиевича.

### После 1917 года
- В 1924 году Кирилл Владимирович принимает Императорский титул, однако не известно, пользовался ли он Полным Императорским титулом, включающим титул Царя Грузинского. Наследовавшие ему Владимир Кириллович (1938—1992) и Мария Владимировна (с 1992) Императорского титула не принимали, но они носили или носят (в частности, используются на бланках) герб Российской Империи, включающий и герб Царства Грузинского, сохраняя, тем самым, геральдические претензии на указанный титул. Малый Государственный Герб Российской империи с гербом Царства Грузинского на левом крыле

Малый Государственный Герб Российской империи с гербом Царства Грузинского на левом крыле

- «В 1942 году съезд представителей грузинских эмигрантских организаций в Риме признал князя Ираклия законным претендентом на престол единой Грузии. Некоторые эмигранты уже чествовали царя Ираклия»[23].